# Шоу (ієрогліф)

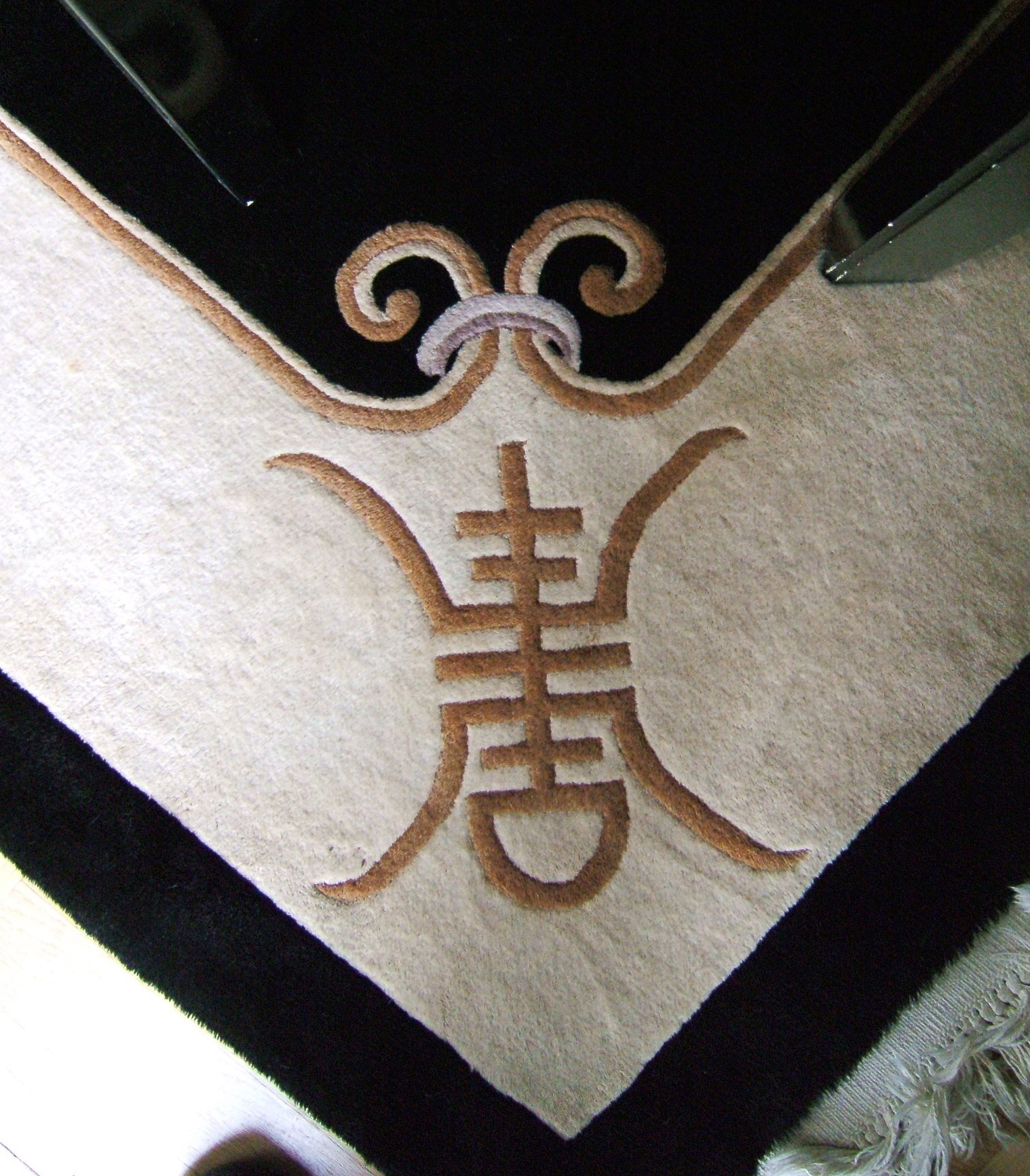
Символ довголіття (шоу 壽),у дуже стилізованій формі прикрашає чотири кути цього сучасного китайського килима.

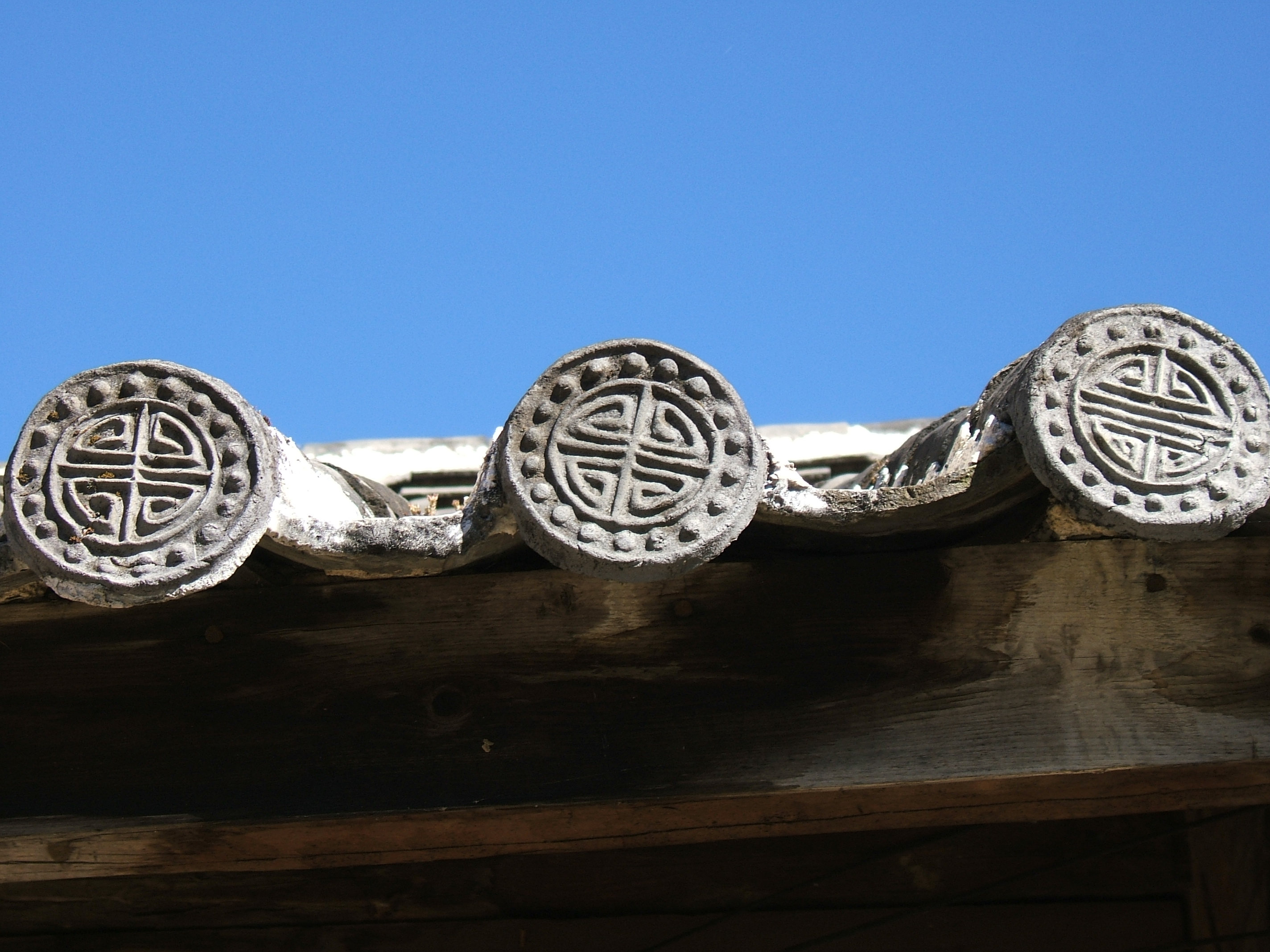
Керамічна черепиця в Юньнані

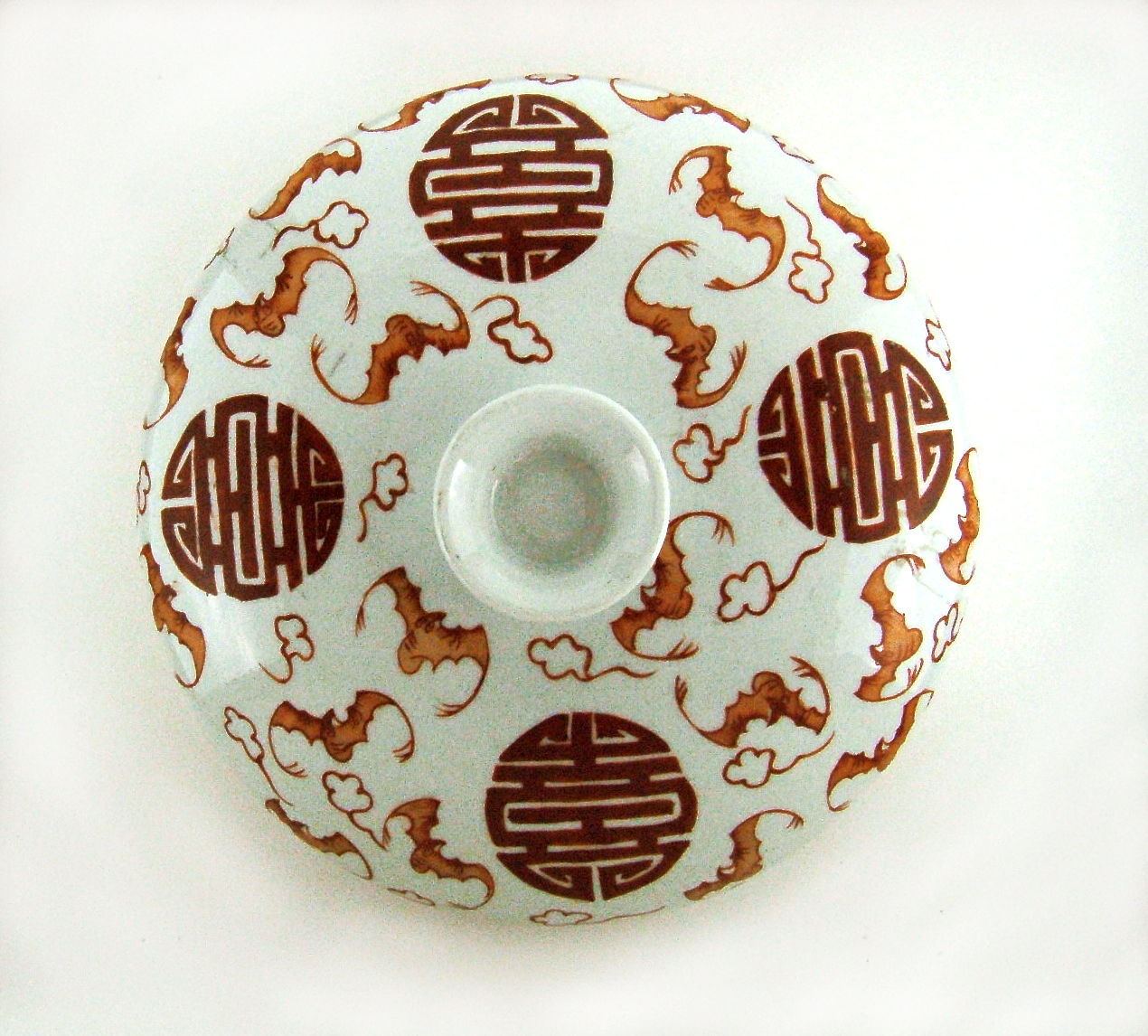
Літаючі червоні кажани навколо чотирьох ієрогліфів шоу.

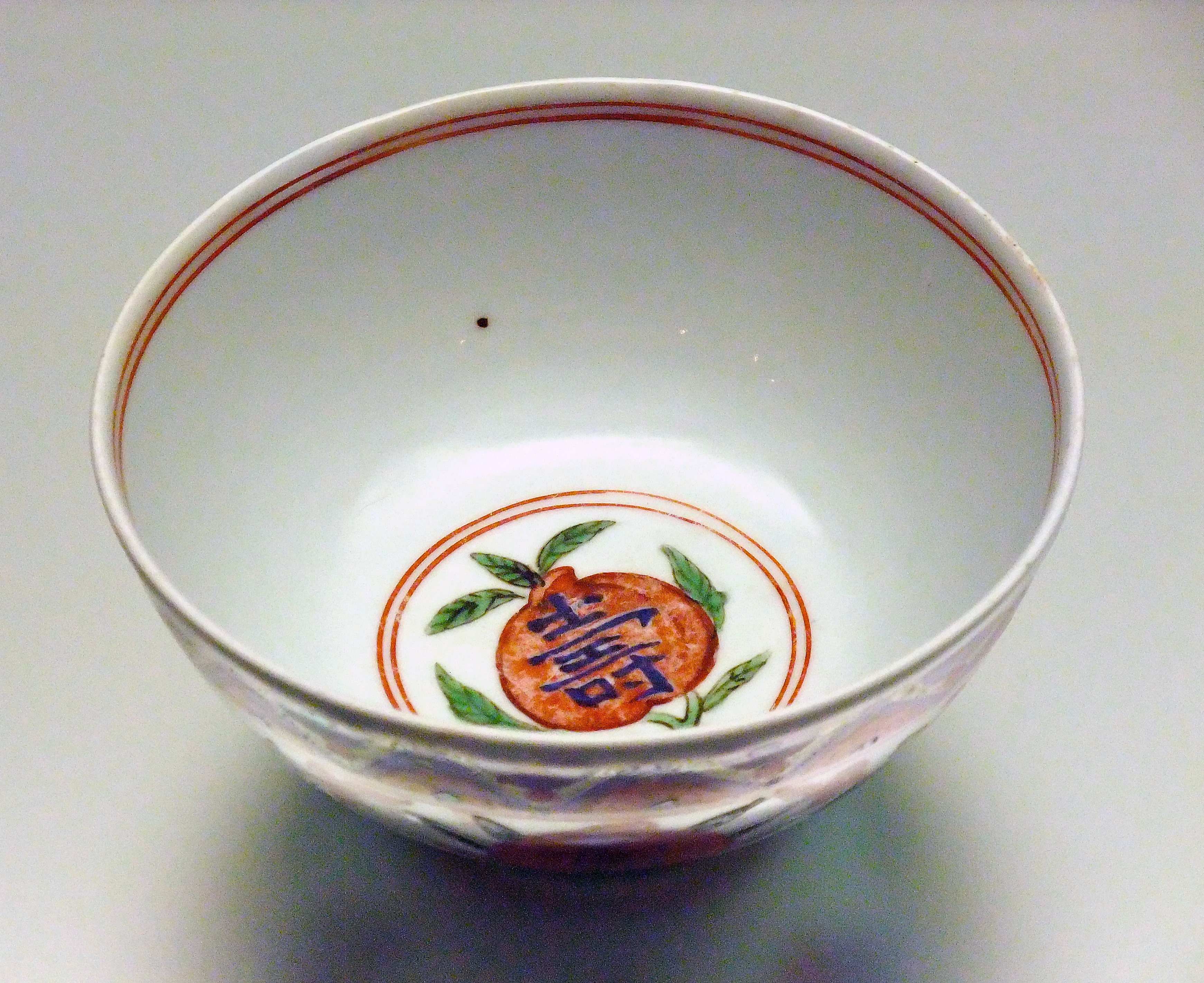
Персик і ієрогліф шоу символізують довголіття

Шоу (трад. китайська: 壽, піньїнь: shòu) — китайське слово/ієрогліф, що означає «довголіття».

## Використання
Трьома найважливішими життєвими цілями в китайській традиційній думці є благословення на щастя (фу 福), професійний успіх або процвітання (лу 祿) і довголіття (шоу 壽). Вони візуально представлені трьома «зірковими богами» з однаковими іменами (Фу, Лу, Шоу), які зазвичай зображуються у вигляді трьох чоловічих фігурок  (кожна одягнена в особливий одяг і тримає предмет, який дозволяє їх відрізнити), або як самі ієрогліфи. Шоу впізнається миттєво. «Він тримає в руці великий персик, а на його довгому посоху прикріплені гарбуз і сувій. Олень і кажан вказують на щастя. Персик, гарбуз і сувій є символами довголіття».  Його найяскравішою характеристикою є його велике та високе чоло, яке принесло йому титул «Зірка довголіття. 
Ієрогліф шоу (壽) зазвичай зустрічається на текстилі, меблях, кераміці та ювелірних виробах. Ідеограф може бути зображений окремо або оточений квітами, кажанами чи іншими символами удачі, але завжди займатиме центральне місце.
Довголіття загальновизнано як одне з п’яти благословень (уфу 五福- довголіття, багатство, здоров'я, любов до чесноти, мирна смерть) китайського вірування , які часто зображуються в однотипному виконанні п'яти летючих кажанів, оскільки слово «кажан» у китайській мові (фу 蝠) звучить як слово «удача» або «щастя» (фу 福) або в цьому випадку "благословення".  У такому розташуванні ієрогліф шоу іноді займає домінуючу центральну позицію, замінюючи п’ятого кажана.
Інші символи в китайській іконографії, які символізують довголіття, включають сосни, журавлів, плямистих оленів, спеціальні колекційні камені (шоуши 壽石), персики та черепахи.  Їх часто зображують невеликими групами, щоб підкреслити центральне, символічне значення малюнка (наприклад, журавлі, що стоять серед сосен).
Мабуть, найпоширенішою китайською приказкою про довголіття є те, що можна знайти на сувоях майже в кожному магазині китайської каліграфії у світі: шоу шань фу хай (壽山福海), що можна перекласти як «Нехай твоє життя буде таким же непохитним, як гори, а твоя удача — безмежною, як море».
З 2017 року версія 10 стандарту Юнікод містить заокруглену версію ієрогліфа (🉢) у блоці «Enclosed Ideographic Supplement» як U+1F262 (ROUNDED SYMBOL FOR SHOU). 

### У назвах
Як символ резонансної культурної концепції ієрогліф став частиною багатьох китайських назв (наприклад, Палац спокійного довголіття в Пекіні). Японський еквівалент — Котобукі 壽; 寿 (див. Накадзіма Котобукі, Цукаса Котобукі). Дивіться також Дзюродзін і Фукурокудзю.

## Галерея

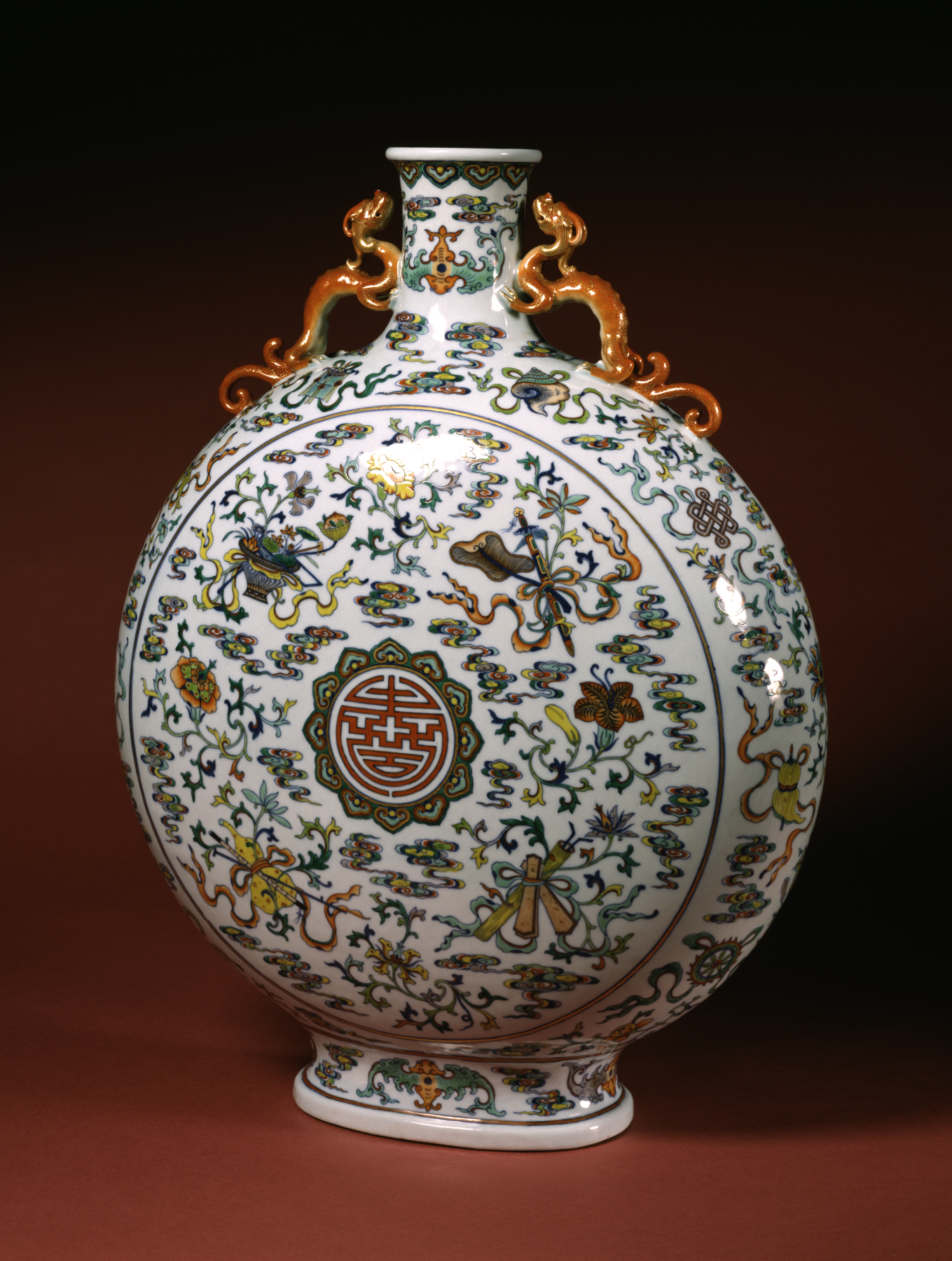
Китайська паломницька порцелянова пляшка "Famille rose" із символом Шоу
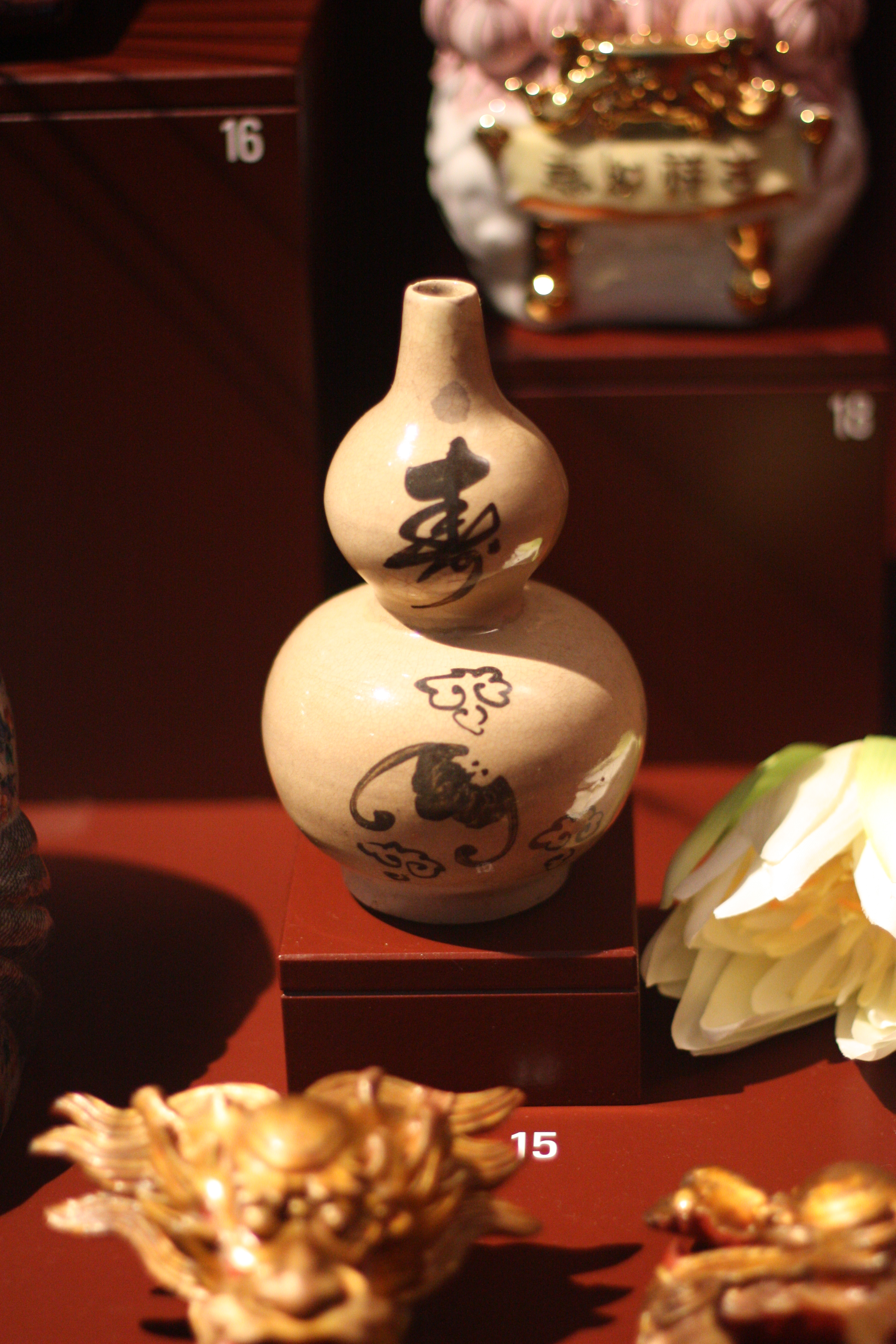
Лакофарбовий виріб часів династії Сун у формі тикви з ієрогліфом Шоу
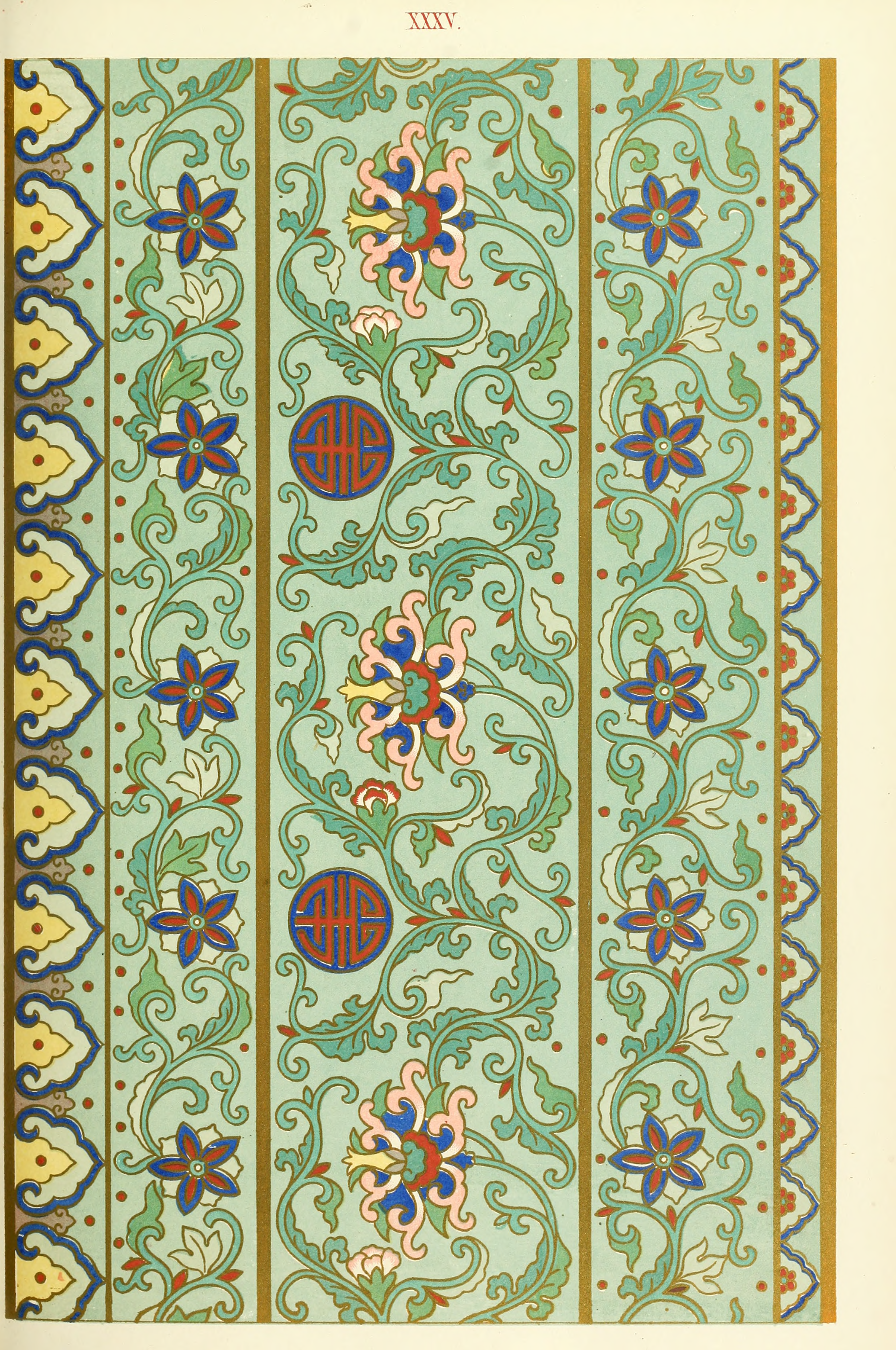
Дошка 35 із книги Оуена Джонса «Examples of Chinese Ornament» за 1867 рік. Можна побачити орнамент у вигляді Шоу.
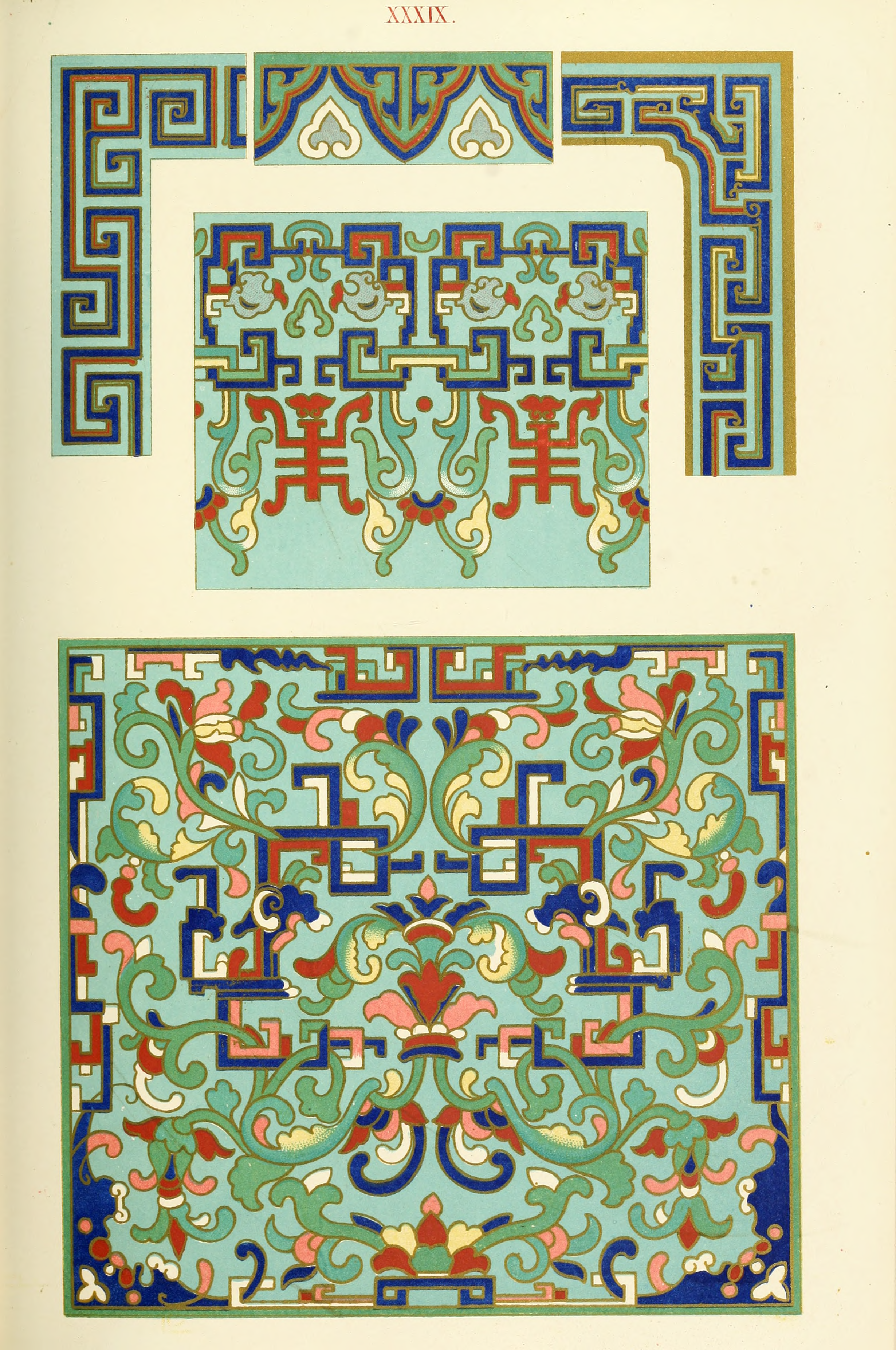
Табличка 39 з тієї ж книги.
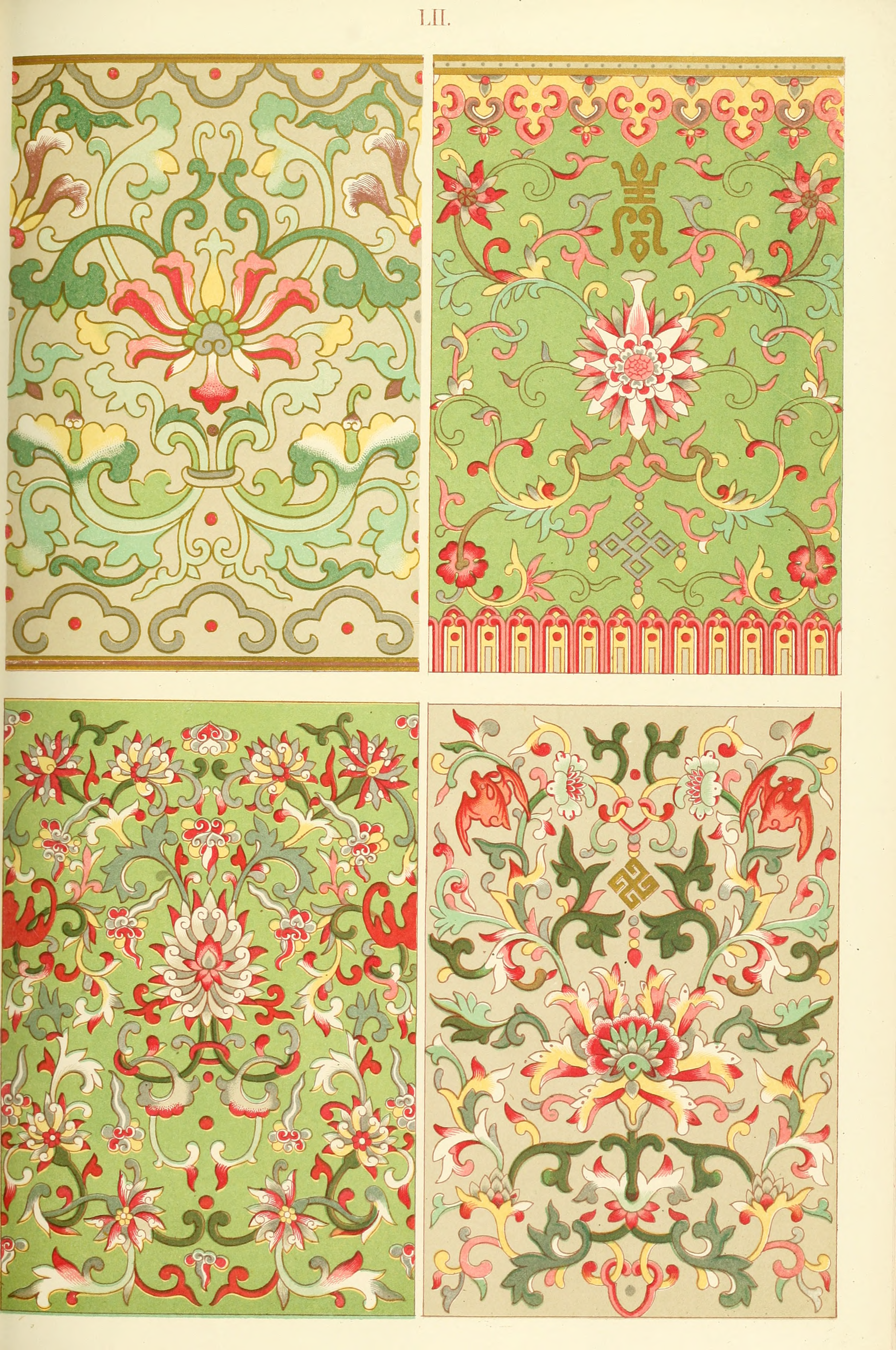
Табличка 52 з тієї ж книги.
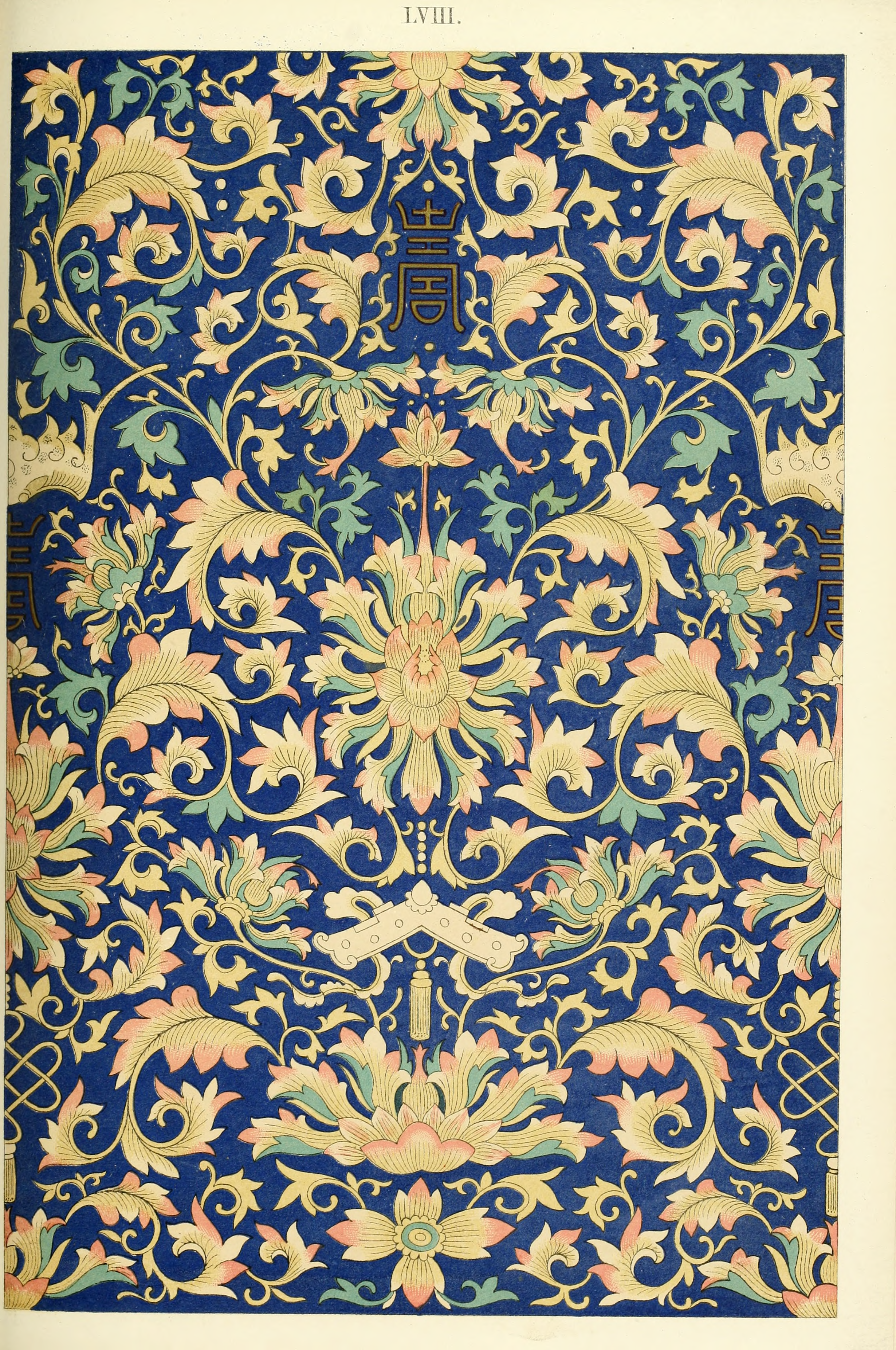
Табличка 58 з однієї ж книги.
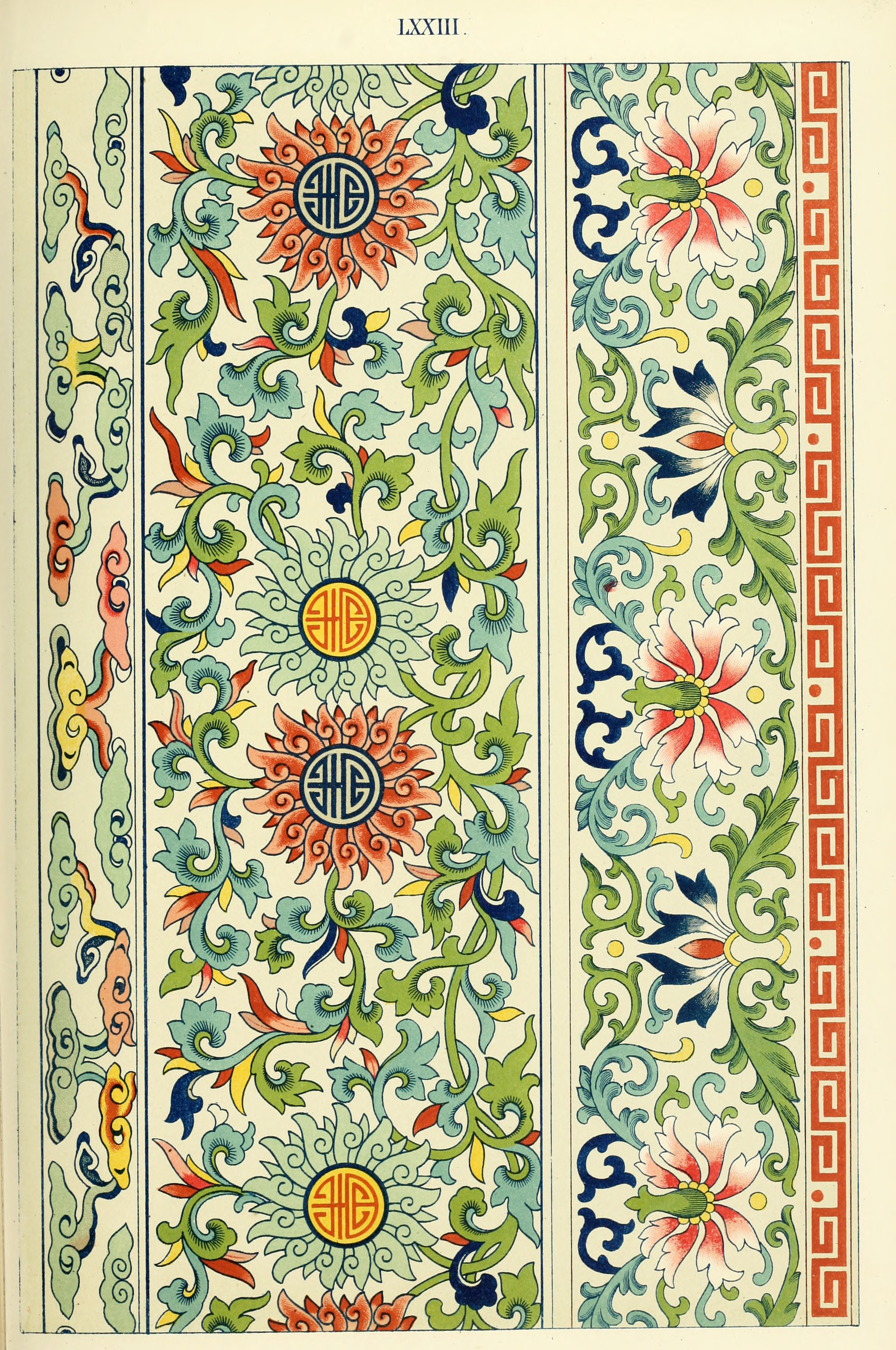
Табличка 73 з однієї ж книги.
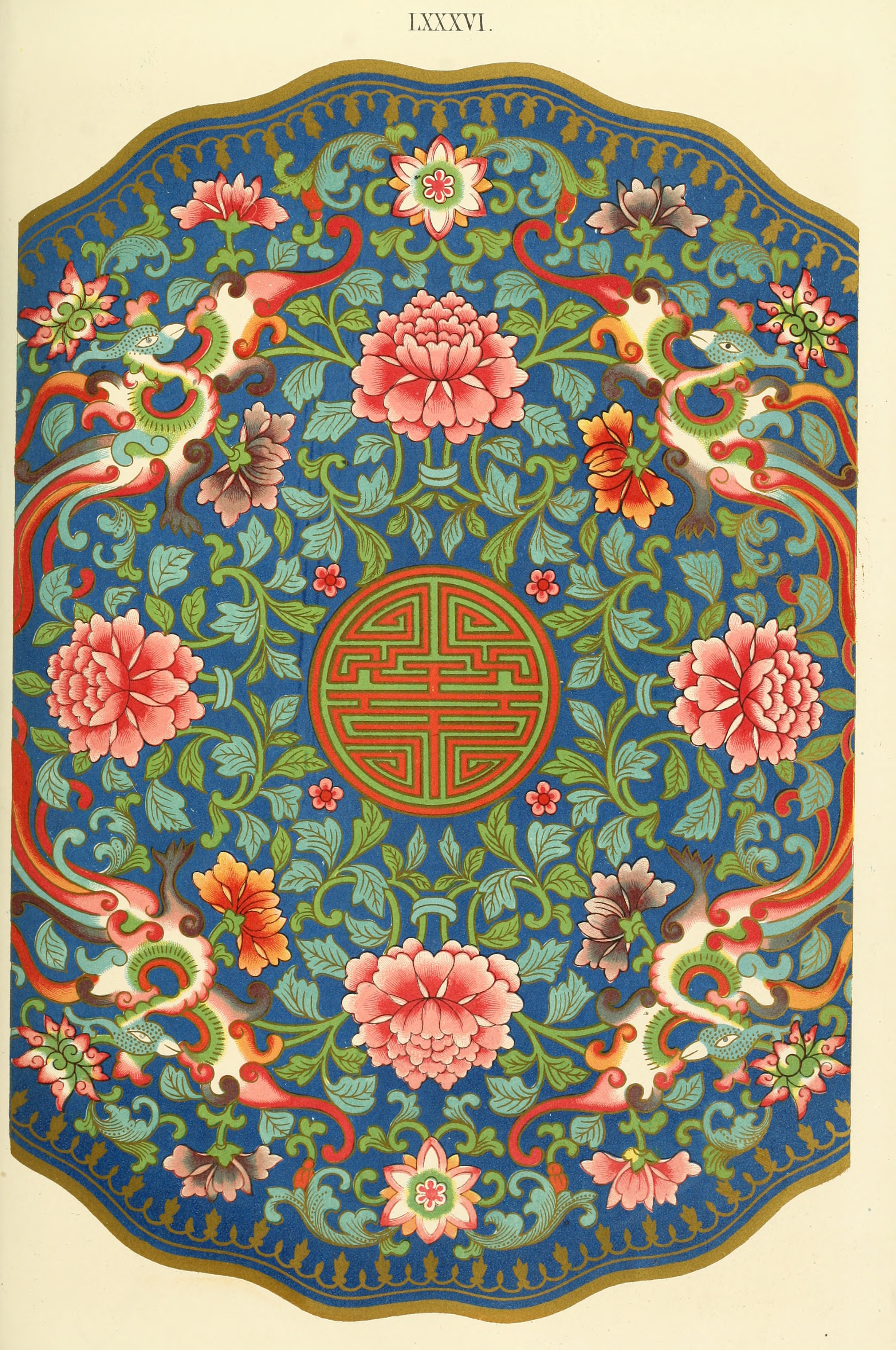
Табличка 86 з однієї ж книги. Можна переглянути шаблон Shou.
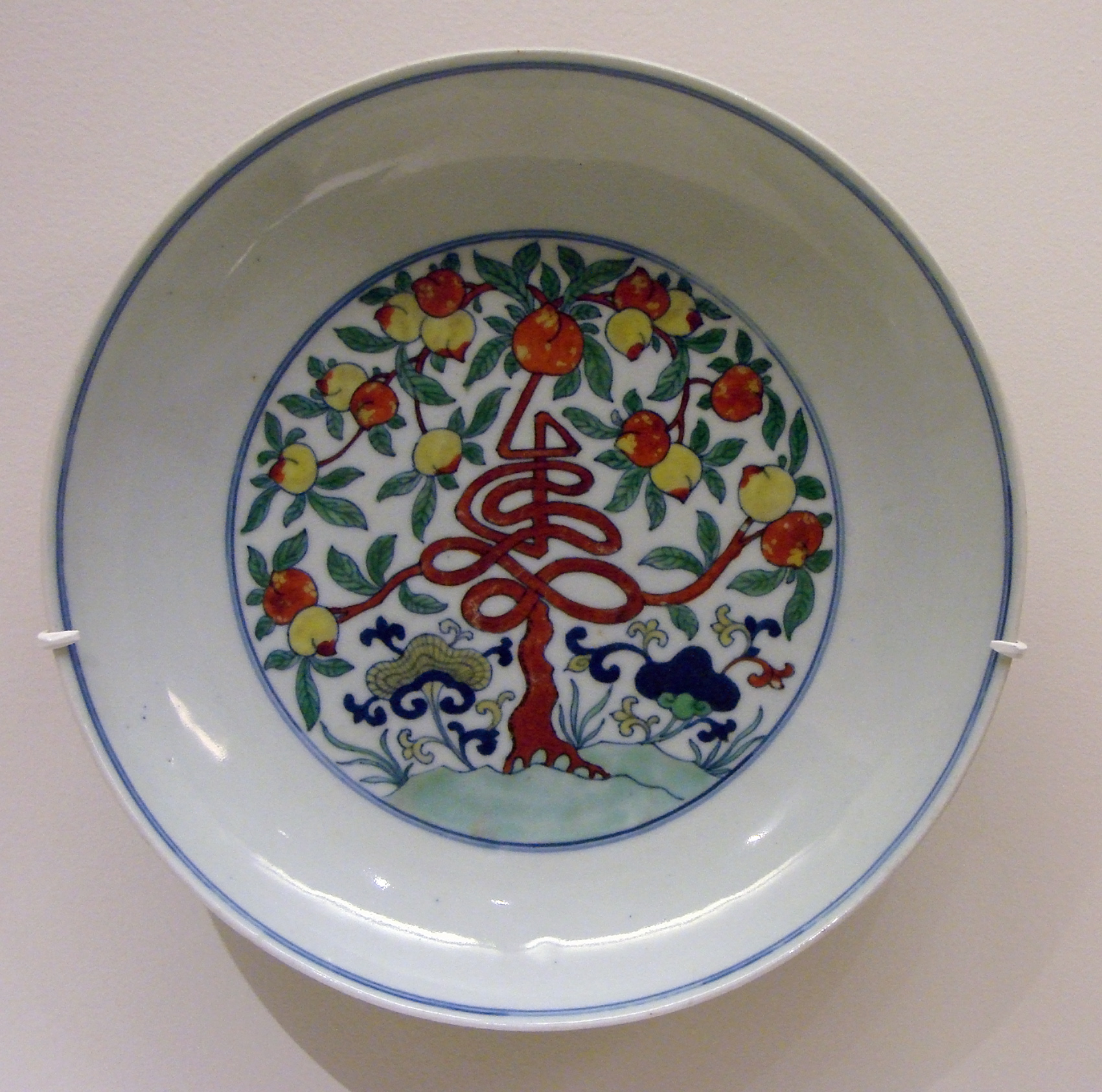
Порцеляновий посуд з персиковим деревом у формі Шоу,періоду Кансі династії Цін
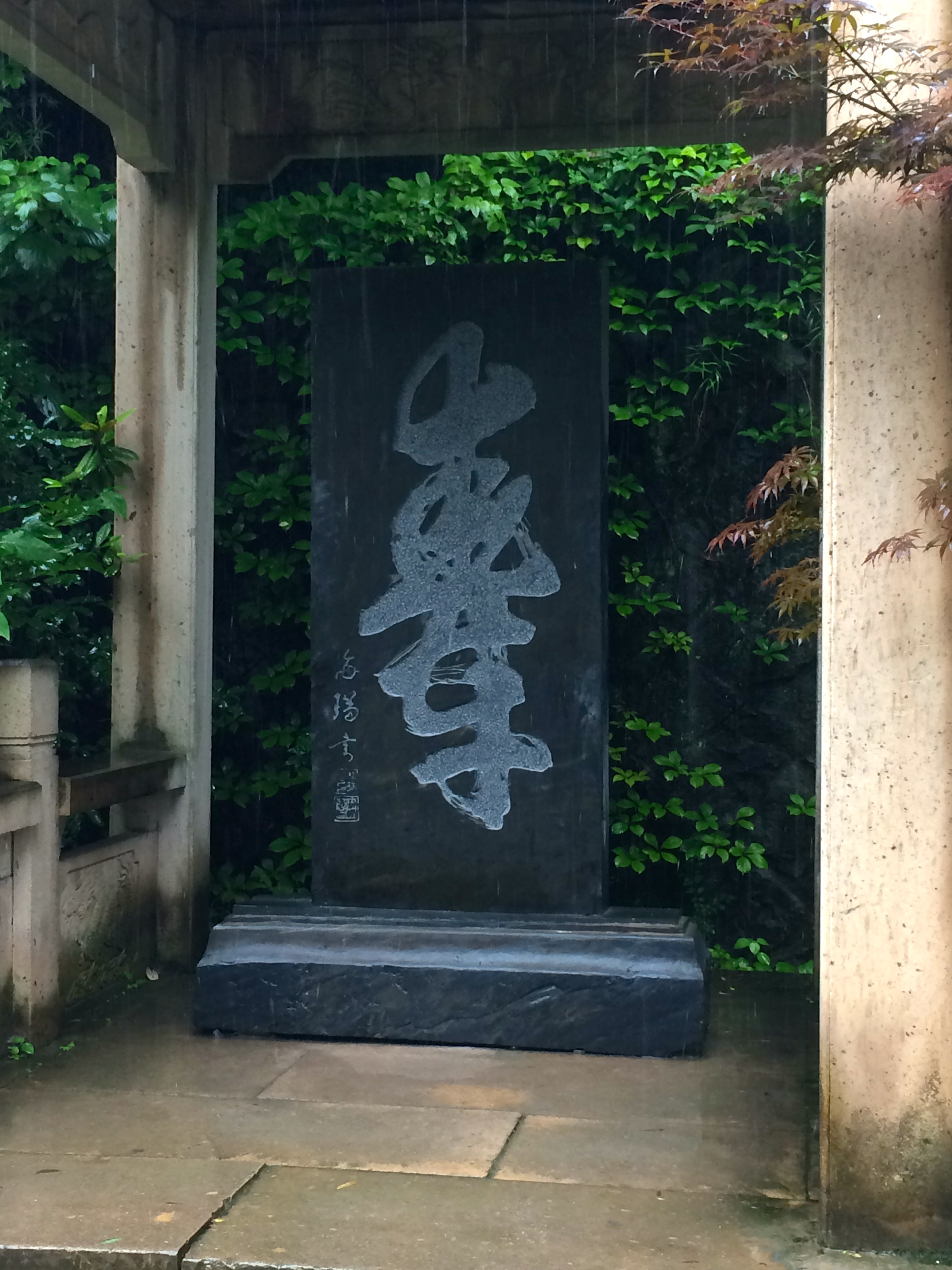
Ієрогліф Шоу, написаний Хай Руєм на озері Цяндао.

## Дивись також
- Ієрогліф Фу (福), що означає процвітання
- Подвійне щастя (каліграфія) (囍), поширений каліграфічний малюнок удачі
- Фу Лу Шоу, божества в китайській народній релігії